# Hodophylax tolandi
Hodophylax tolandi är en tvåvingeart som beskrevs av Wilcox 1961. Hodophylax tolandi ingår i släktet Hodophylax och familjen rovflugor. Inga underarter finns listade i Catalogue of Life.